# Villamañán
Villamañán là một đô thị trong tỉnh León, Castile và León, Tây Ban Nha.

## Dân số
Villamañán có 1.287 người theo INE (Viện thống kê quốc gia Tây Ban Nha) 2005. Tổng diện tích là 57,8 km².

## Địa lý

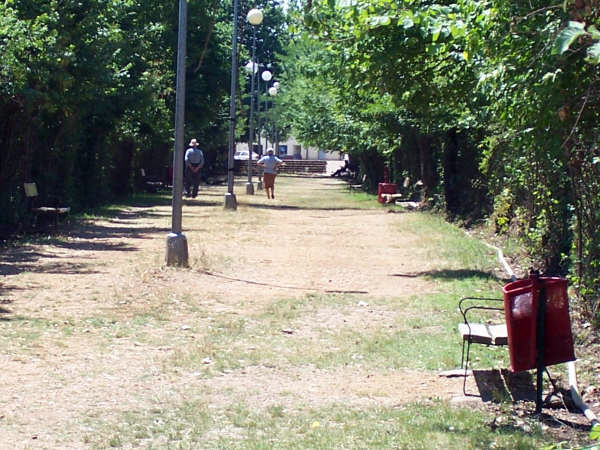
Main entrance of Villamañán's park el Jardín

- 42º 19' 00" Bắc
- 005º 34' 59" Tây